# 延岡南インターチェンジ
延岡南インターチェンジ（のべおかみなみインターチェンジ）は、宮崎県延岡市伊形町にある延岡道路および延岡南道路（いずれも東九州自動車道に並行する一般国道10号の自動車専用道路）のインターチェンジ (IC)。

## 歴史
- 1990年（平成2年）2月21日：延岡南道路の延岡南IC（当時は伊形IC） - 門川IC間開通に伴い、供用開始[1]。
- 2005年（平成17年）4月23日：延岡道路の延岡JCT - 延岡南IC間開通[2]。同時に伊形ICから名称変更。
- 2020年（令和2年）3月30日：大分方面ランプに料金所を設置[3][4][5]。

## 周辺
- 延岡市街
  - 南延岡駅（JR九州・日豊本線）
  - 延岡警察署
  - イオン延岡ショッピングセンター
  - 県立延岡病院
  - 愛宕山
- 延岡新港
- 旭ヶ丘駅（JR九州・日豊本線）

## 接続する道路
- 直接接続
  - 国道10号（土々呂バイパス）

## 料金所
延岡JCT方面および国道10号交点方面は無料で通行できる。
2020年3月30日より、中型車以上を対象に延岡南道路の通行料金の特例が設定された。延岡南道路を利用しない場合であっても、以下の場合に延岡南道路の通行料金が発生する。
- 中型車以上の現金車で延岡道路の延岡JCT - 当IC間を利用した場合
- 中型車以上のETC車で、延岡南道路を避ける形で大分方面から一定時間内に当ICと、門川南SICもしくは日向ICを利用した場合（逆も同様）

これに伴い、当ICの大分方面ランプに料金所が設置された。ただし、無料のままとなる普通車についても安全対策として、一般ブースでは一旦停止し、領収書発行ボタンを押してゲートを開ける必要がある（実際には領収書は発行されない）。延岡南料金所運用開始後、宮崎方向ランプに設備は設置されず、通過する構造となり、従前どおり門川IC・TBで料金収受となる。
料金所の構造は以下の通り。料金所設置に伴い、大分方面と宮崎方面の分岐地点が変更される。
入口
- ブース：3
  - ETC専用：1
  - 一般専用：１
  - 宮崎方向流入レーン：1

出口
- ブース数：3
  - ETC専用：1
  - 一般専用：１
  - 宮崎方向流出レーン：1

## 隣
E10 東九州自動車道（ 延岡道路・延岡南道路）
(22) 延岡IC/JCT - (23) 延岡南IC -  (24) 門川IC/TB